# Mladotice (Strážov)
Mladotice jsou osada, část města Strážov v okrese Klatovy v Plzeňském kraji. Nachází se asi tři kilometry jižně od Strážova. Mladotice leží v katastrálním území Mladotice u Čachrova o rozloze 2,11 km².

## Historie
První písemná zmínka o vesnici pochází z roku 1574.

## Obyvatelstvo
| Rok            | 1869 | 1880 | 1890 | 1900 | 1910 | 1921 | 1930 | 1950 | 1961 | 1970 | 1980 | 1991 | 2001 | 2011 | 2021 |
| -------------- | ---- | ---- | ---- | ---- | ---- | ---- | ---- | ---- | ---- | ---- | ---- | ---- | ---- | ---- | ---- |
| Počet obyvatel | 60   | 68   | 66   | 50   | 40   | 34   | 27   | 14   | 11   | 6    | 5    | 2    | 2    | 1    | 1    |
| Počet domů     | 12   | 12   | 11   | 9    | 7    | 7    | 5    | 6    | 6    | 2    | 2    | 4    | 4    | 4    | 4    |

## Obecní správa
Při sčítání lidu v letech 1850–1929 Mladotice byly osadou obce Březí v okrese Klatovy. V letech 1930–1975 byly osadou obce Horní Němčice v okrese Klatovy. Od 1. července 1975 do 31. prosince 1975 byly částí obce Viteň v okrese Klatovy. Od 1. ledna 1976 jsou částí města Strážov v okrese Klatovy.

## Další fotografie

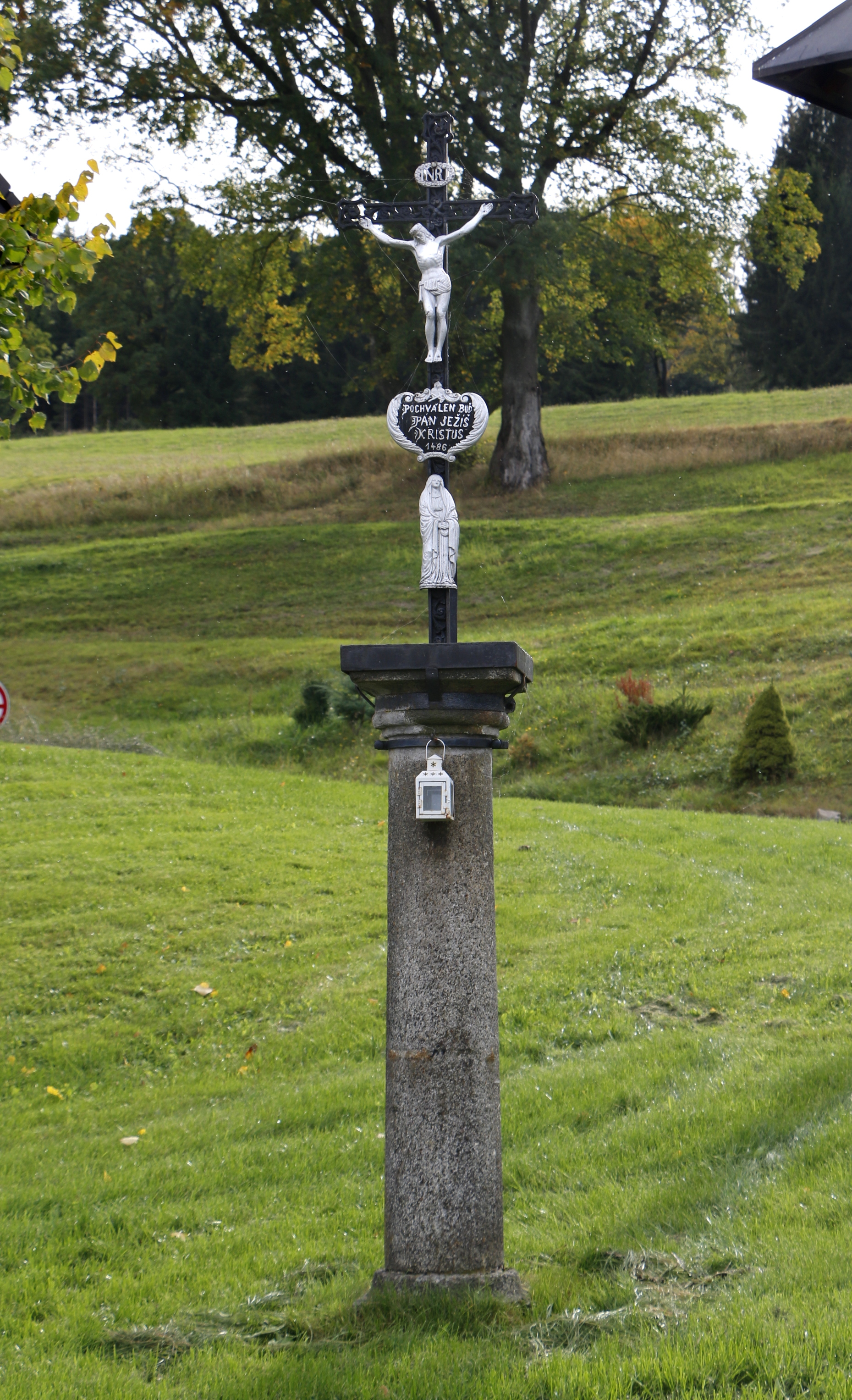
Křížek před domem čp. 5
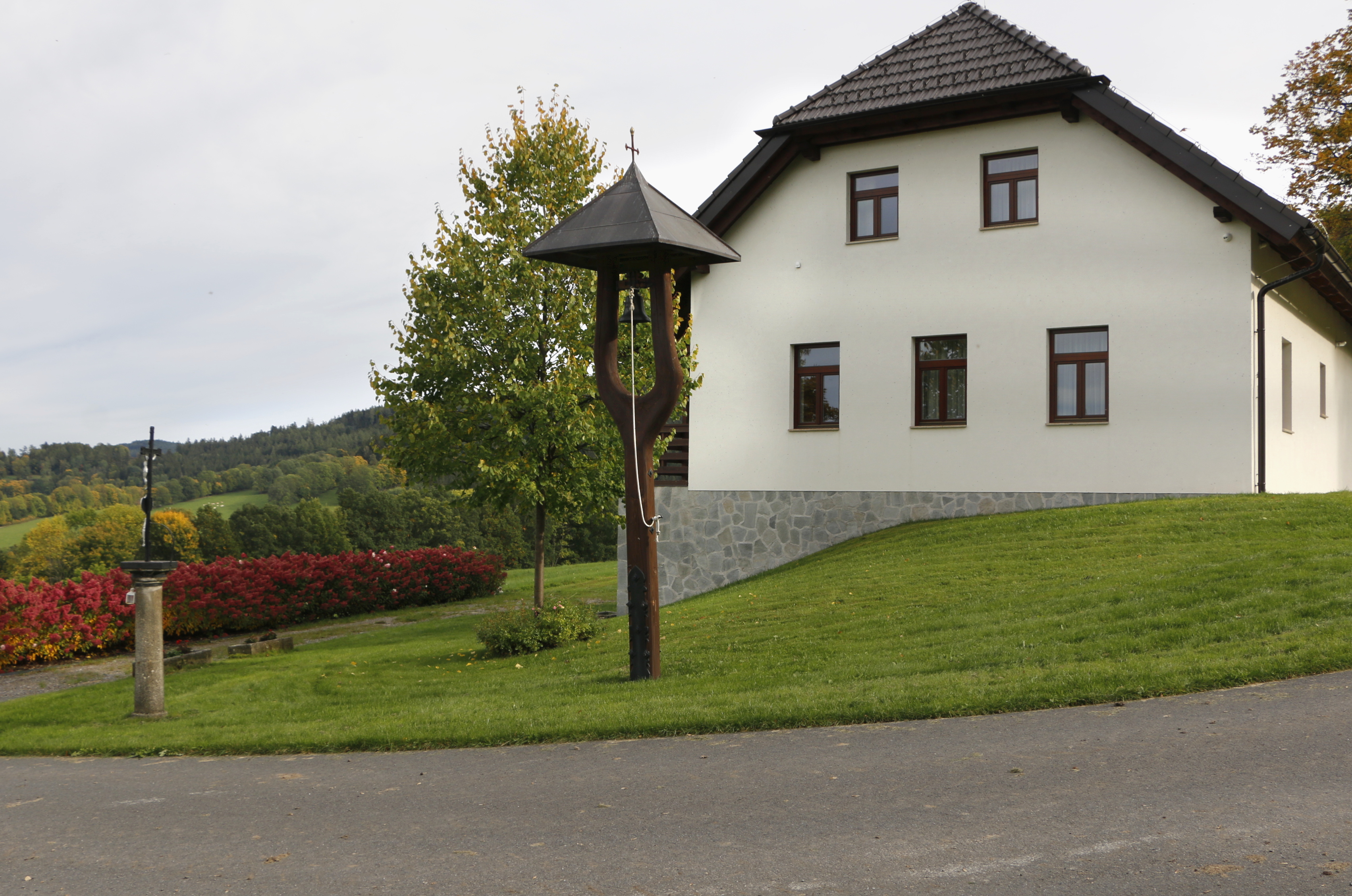
Zvonice na upravené návsi
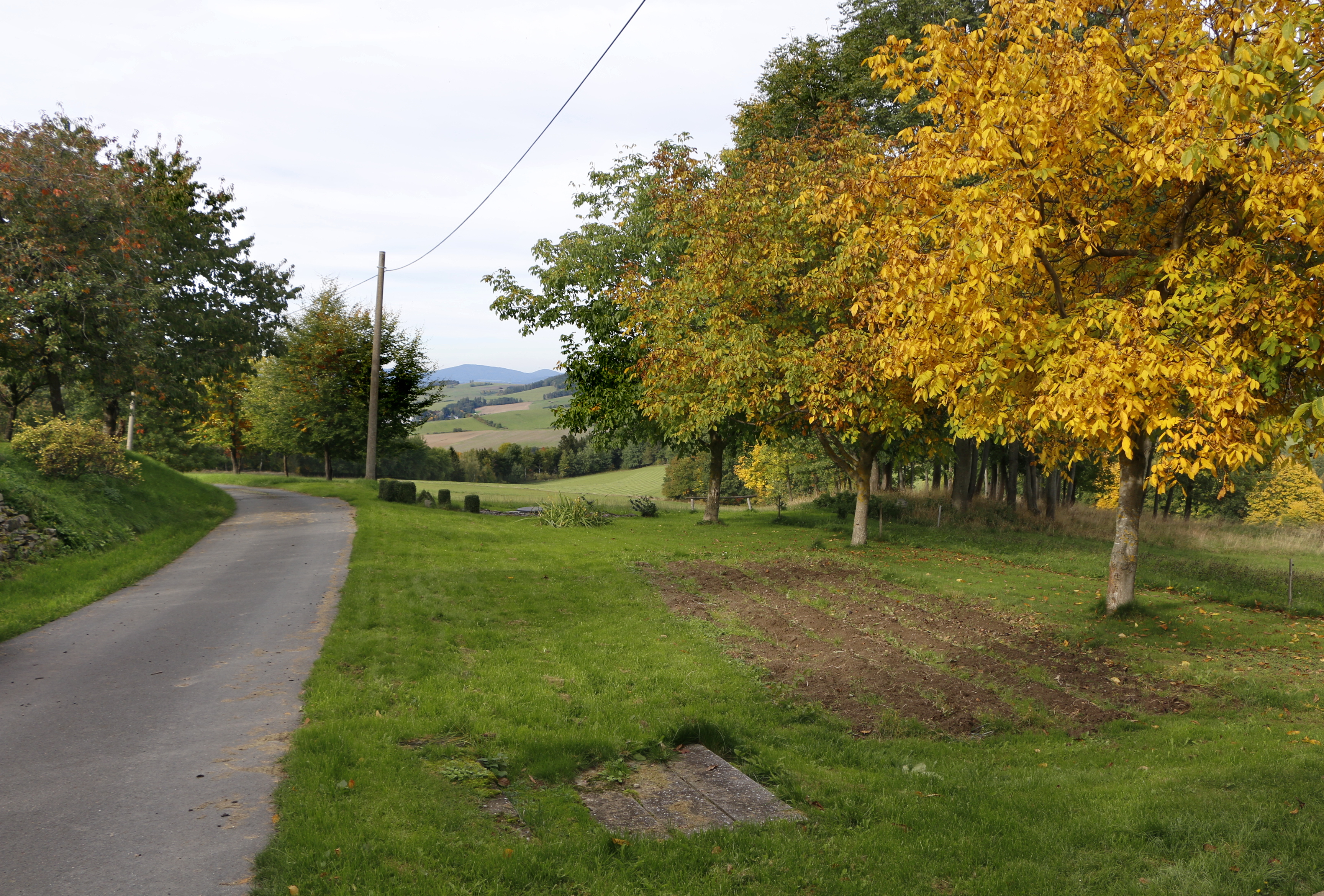
Příjezd do vsi
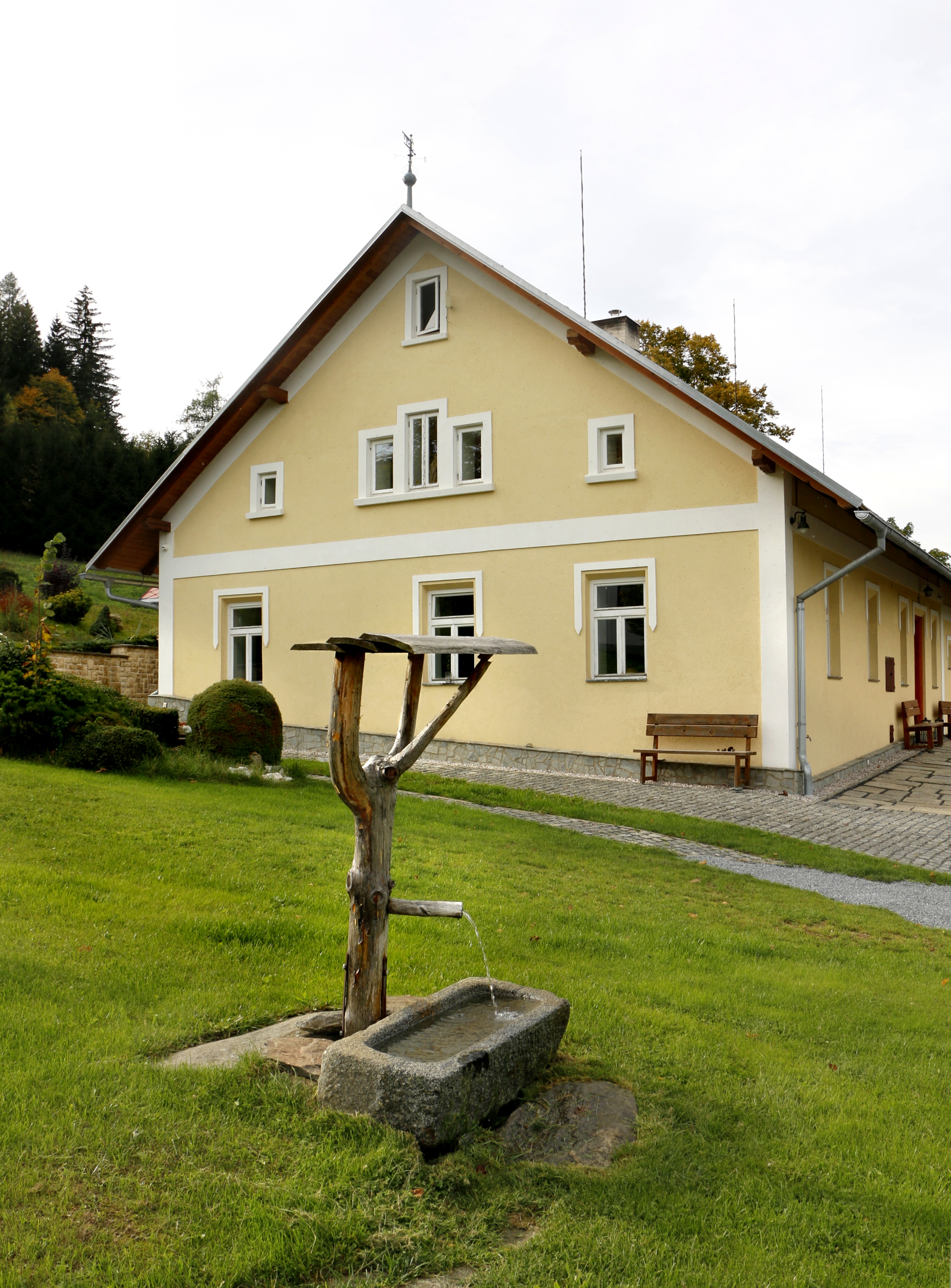
Dům čp. 1